# Liste der Naturdenkmale im Kreis Rendsburg-Eckernförde
Die Liste der Naturdenkmale im Kreis Rendsburg-Eckernförde enthält die Naturdenkmale im Kreis Rendsburg-Eckernförde in Schleswig-Holstein.

## Naturdenkmale
Link zu einem Kartenansichtstool (u. a. um Koordinaten zu setzen)

| Bild                          | Bezeichnung                                                  | Ort                                       | Lage                              | Beschreibung                                                                       | Datum                                        | Nummer |
| ----------------------------- | ------------------------------------------------------------ | ----------------------------------------- | --------------------------------- | ---------------------------------------------------------------------------------- | -------------------------------------------- | ------ |
| mehr Fotos \| Fotos hochladen | 1 Eibe                                                       | Flintbek                                  | (54° 14′ 17,9″ N, 10° 4′ 1,2″ O)  | Die Flintbeker Eibe ist seit Oktober 2019 ein Nationalerbe-Baum.                   | 08.01.1935, Reg.-Amtsblatt 1935, S. 18       | 1      |
| BW                            | Lindenallee                                                  | Kosel Eschelsmarker Allee                 | (54° 31′ 50,9″ N, 9° 46′ 4,8″ O)  |                                                                                    | 25.06.1936, Reg.-Amtsblatt 1937, S. 14       | 2      |
| BW                            | Lindenallee                                                  | Rendsburg Nübbeler Weg                    | (54° 17′ 8,2″ N, 9° 37′ 10,6″ O)  |                                                                                    | 18.12.1936, Reg.-Amtsblatt 1937, S. 15       | 3      |
| BW                            | Schwedenschanze                                              | Nübbel                                    | (54° 16′ 4,8″ N, 9° 37′ 12″ O)    |                                                                                    | 18.12.1936, Reg.-Amtsblatt 1937, S. 15       | 4      |
| Fotos hochladen               | Lindenallee                                                  | Emkendorf L 255                           | (54° 15′ 27,7″ N, 9° 52′ 45,1″ O) |                                                                                    | 18.12.1936, Reg.-Amtsblatt 1937, S. 15       | 5      |
| mehr Fotos \| Fotos hochladen | Opferstein                                                   | Hohenwestedt                              | (54° 5′ 23,3″ N, 9° 39′ 19,7″ O)  |                                                                                    | 18.12.1936, Reg.-Amtsblatt 1937, S. 15       | 6      |
| BW                            | Eichenallee                                                  | Remmels Hauptstr. 6                       | (54° 6′ 47,9″ N, 9° 39′ 14,4″ O)  |                                                                                    | 18.12.1936, Reg.-Amtsblatt 1937, S. 15       | 7      |
| BW                            | Ilex-Hecke                                                   | Remmels Hauptstraße                       | (54° 6′ 52,9″ N, 9° 39′ 11,3″ O)  |                                                                                    | 18.12.1936, Reg.-Amtsblatt 1937, S. 15       | 8      |
| BW                            | Lindenallee                                                  | Hohn Hauptstraße                          | (54° 18′ 4″ N, 9° 30′ 31,3″ O)    |                                                                                    | 18.12.1936, Reg.-Amtsblatt 1937, S. 15       | 9      |
| BW                            | Lindenallee                                                  | Quarnbek Kirchkamp 22                     | (54° 19′ 21,4″ N, 9° 58′ 9,8″ O)  | bei der Kirche                                                                     | 03.02.1938, Reg.-Amtsblatt 1937, S. 65       | 10     |
| BW                            | Eichengruppe                                                 | Quarnbek                                  | (54° 19′ 59,9″ N, 9° 59′ 16,4″ O) |                                                                                    | 01.09.1938, Reg.-Amtsblatt 1938, S. 315      | 11     |
| BW                            | 1 Eiche                                                      | Rieseby Gut Krieseby                      | (54° 34′ 26,8″ N, 9° 50′ 27,7″ O) | Starke Eiche am Ende einer 250 Jahre alten Lindenallee                             | 07.02.1939, Reg.-Amtsblatt 1939, S. 121      | 12     |
| BW                            | 1 Wallberg                                                   | Loose Kasmarker Holz                      | (54° 31′ 15,6″ N, 9° 52′ 19,2″ O) |                                                                                    | 27.02.1939, Reg.-Amtsblatt 1939, S. 121      | 13     |
| BW                            | 1 Linde                                                      | Fleckeby Gut Möhlhorst                    | (54° 28′ 34″ N, 9° 44′ 51,9″ O)   | Winterlinde                                                                        | 27.02.1939, Reg.-Amtsblatt 1939, S. 121      | 14     |
| mehr Fotos \| Fotos hochladen | 1 Findling                                                   | Eckernförde                               | (54° 28′ 33″ N, 9° 47′ 27,2″ O)   |                                                                                    | 27.02.1939, Reg.-Amtsblatt 1939, S. 121      | 15     |
| BW                            | Heidberg                                                     | Brekendorf                                | (54° 25′ 26,4″ N, 9° 40′ 5,5″ O)  |                                                                                    | 27.02.1939, Reg.-Amtsblatt 1939, S. 121      | 16     |
| BW                            | Wiemelsberg                                                  | Holzbunge                                 | (54° 22′ 22,8″ N, 9° 41′ 52,1″ O) |                                                                                    | 27.02.1939, Reg.-Amtsblatt 1939, S. 121      | 17     |
| BW                            | 1 Eiche                                                      | Owschlag Stenten Steinsieken              | (54° 22′ 40,5″ N, 9° 39′ 13,1″ O) |                                                                                    | 27.02.1939, Reg.-Amtsblatt 1939, S. 121      | 18     |
| BW                            | 1 Eiche                                                      | Bünsdorf am Kirchhof                      | (54° 22′ 8,9″ N, 9° 44′ 38,4″ O)  |                                                                                    | 27.02.1939, Reg.-Amtsblatt 1939, S. 121      | 19     |
| BW                            | 1 Linde                                                      | Bistensee                                 | (54° 24′ 6,1″ N, 9° 41′ 4,4″ O)   |                                                                                    | 27.02.1939, Reg.-Amtsblatt 1939, S. 121      | 20     |
| BW                            | 1 Eiche                                                      | Groß Wittensee Dorfstr. 48                | (54° 24′ 10,8″ N, 9° 46′ 6,6″ O)  |                                                                                    | 27.02.1939, Reg.-Amtsblatt 1939, S. 121      | 21     |
| BW                            | 1 Eiche                                                      | Tüttendorf Wulfshagenerhütten             | (54° 22′ 53,8″ N, 9° 57′ 20,2″ O) |                                                                                    | 27.02.1939, Reg.-Amtsblatt 1939, S. 121      | 22     |
| mehr Fotos \| Fotos hochladen | 1 Findling                                                   | Lindau Großkönigsförde                    | (54° 21′ 52,3″ N, 9° 54′ 43,9″ O) |                                                                                    | 27.02.1939, Reg.-Amtsblatt 1939, S. 121      | 23     |
| BW                            | 7 Eichen                                                     | Altenholz beim Gutsteich/Herrenhaus Stift | (54° 23′ 11″ N, 10° 7′ 51,6″ O)   |                                                                                    | 27.02.1939, Reg.-Amtsblatt 1939, S. 121      | 24     |
| BW                            | 1 Eiche                                                      | Osdorf Borghorst                          | (54° 26′ 2,8″ N, 9° 58′ 41,5″ O)  |                                                                                    | 27.02.1939, Reg.-Amtsblatt 1939, S. 121      | 25     |
| mehr Fotos \| Fotos hochladen | 1 Eiche                                                      | Schwedeneck                               | (54° 28′ 47,3″ N, 10° 7′ 4,2″ O)  | Die vermutlich stärkste Eiche Schleswig-Holsteins, Umfang 1994: 740 cm, Höhe 20 m. | 27.08.1940, Reg.-Amtsblatt 1940, S. 239      | 26     |
| BW                            | 1 Eiche                                                      | Felm Felmerholz                           | (54° 23′ 46,9″ N, 10° 3′ 11,5″ O) |                                                                                    | 27.08.1940, Reg.-Amtsblatt 1940, S. 239      | 27     |
| BW                            | 1 Eiche                                                      | Osdorf Gettorfer Straße                   | (54° 25′ 12,5″ N, 10° 0′ 23,8″ O) |                                                                                    | 27.08.1940, Reg.-Amtsblatt 1940, S. 239      | 28     |
| BW                            | 2 Eichen                                                     | Ascheffel                                 | (54° 25′ 49,5″ N, 9° 42′ 12,2″ O) |                                                                                    | 27.08.1940, Reg.-Amtsblatt 1940, S. 239      | 29     |
| BW                            | 1 Esche                                                      | Ascheffel                                 | (54° 25′ 51,6″ N, 9° 42′ 18″ O)   |                                                                                    | 27.08.1940, Reg.-Amtsblatt 1940, S. 239      | 30     |
| BW                            | 1 Eiche                                                      | Dänischenhagen Mühlenstraße               | (54° 25′ 26,4″ N, 10° 7′ 41,9″ O) |                                                                                    | 27.08.1940, Reg.-Amtsblatt 1940, S. 239      | 31     |
| BW                            | Bäume, die den Teich auf dem Grundstück Eschenbrook 4 säumen | Molfsee Eschenbrook 4                     | (54° 17′ 2,8″ N, 10° 5′ 3,8″ O)   |                                                                                    | 08.04.1942, Reg.-Amtsblatt 1942, S. 67       | 32     |
| BW                            | Hünengrab aus der älteren Bronzezeit                         | Fockbek Hohner Berg                       | (54° 18′ 10″ N, 9° 35′ 39,5″ O)   |                                                                                    | 04.02.1949, Reg.-Amtsblatt 1949, S. 11       | 33     |
| BW                            | 1 Platane                                                    | Schwedeneck Eckernförder Straße 65        | (54° 28′ 35,2″ N, 10° 6′ 2,9″ O)  |                                                                                    | 11.06.1949, Amtsbl. Sch-H. 1949, AAz. S.43   | 34     |
| BW                            | 1 Eiche                                                      | Fleckeby                                  | (54° 29′ 4,2″ N, 9° 41′ 34,1″ O)  |                                                                                    | 18.05.1951, Amtsbl. Sch-H. 1951, AAz. S. 79  | 35     |
| BW                            | 1 Reihe hoher alter Linden                                   | Gettorf Kirchhofsallee                    | (54° 24′ 25,7″ N, 9° 58′ 36″ O)   |                                                                                    | 18.05.1951, Amtsbl. Sch-H. 1951, AAz. S. 79  | 36     |
| BW                            | 1 Ilexbaum                                                   | Holzdorf Söby                             | (54° 33′ 39,6″ N, 9° 56′ 24″ O)   |                                                                                    | 07.05.1952, Amtsbl. Sch-H. 1952, AAz. S. 100 | 37     |
| BW                            | Lindenallee, 10 Eichen u. 1 Ulme                             | Westensee                                 | (54° 15′ 16″ N, 9° 54′ 54″ O)     |                                                                                    | 08.12.1955, Amtsbl. Sch-H. 1955, AAz. S. 303 | 38     |
| BW                            | 1 Buche                                                      | Breiholz Kirchenstraße 39                 | (54° 12′ 23,2″ N, 9° 31′ 39,9″ O) |                                                                                    | 19.10.1956, Amtsbl. Sch-H. 1956, AAz. S. 232 | 39     |
| BW                            | 2 Eichen                                                     | Osterrönfeld                              | (54° 16′ 59,3″ N, 9° 40′ 8,8″ O)  |                                                                                    | 22.05.1956, Amtsbl. Sch-H. 1956, AAz. S. 101 | 40     |
| BW                            | 15 Bäume                                                     | Padenstedt                                | (54° 2′ 57,1″ N, 9° 55′ 16,3″ O)  | diverse Standorte                                                                  | 11.11.1958, Amtsbl. Sch-H. 1958, AAz. S. 309 | 41     |
| BW                            | 1 Hünengrab                                                  | Schülp/N.                                 | (54° 9′ 54″ N, 9° 52′ 20,3″ O)    |                                                                                    | 28.11.1961, Amtsbl. Sch-H. 1962, AAz. S. 5   | 42     |
| BW                            | 1 Eiche                                                      | Brodersby                                 | (54° 38′ 4,6″ N, 9° 58′ 44,8″ O)  |                                                                                    | 12.12.1962, Amtsbl. Sch-H. 1963, AAz. S. 26  | 43     |
| BW                            | Edelkastanie                                                 | Rendsburg                                 | (54° 17′ 47,4″ N, 9° 40′ 1,2″ O)  |                                                                                    | 25.02.1963, Amtsbl. Sch-H. 1963, AAz. S.43   | 44     |
| BW                            | 3 Kiefern                                                    | Luhnstedt                                 | (54° 11′ 28,3″ N, 9° 40′ 53,4″ O) |                                                                                    | 25.02.1963, Amtsbl. Sch-H. 1963, AAz. S.48   | 45     |
| BW                            | 13 Eichen und Buchen                                         | Fleckeby                                  | (54° 28′ 15,2″ N, 9° 45′ 6,5″ O)  | 13 Einzelstandorte in der Gemarkung verstreut                                      | 02.03.1982, Kreisblatt 1982, Nr. 7, S. 75    | 46     |
| BW                            | 1 Eibe                                                       | Altenholz Klausdorfer Str. 99             | (54° 24′ 13,3″ N, 10° 7′ 15,8″ O) |                                                                                    | 14.09.1984, Kreisblatt 1984, Nr. 34, S. 279  | 47     |
| BW                            | 2 Blutbuchen                                                 | Flintbek Müllershörn 17                   | (54° 14′ 40,3″ N, 10° 4′ 1,7″ O)  |                                                                                    | 19.02.1985, Kreisblatt 1985, Nr. 8, S. 69    | 48     |
| BW                            | 1 Linde                                                      | Bargstedt Luhnstedter Chaussee            | (54° 9′ 58,3″ N, 9° 44′ 15,7″ O)  |                                                                                    | 19.02.1985, Kreisblatt 1985, Nr. 8, S. 71    | 49     |
| BW                            | 2 Eiben                                                      | Eckernförde Gartenstraße                  | (54° 28′ 13,8″ N, 9° 50′ 9,6″ O)  |                                                                                    | 17.07.1985, Kreisblatt 1985, Nr. 26, S. 225  | 50     |
| BW                            | 1 Blutbuche                                                  | Hanerau-Hademarschen Holstenstr. 36       | (54° 8′ 17,9″ N, 9° 25′ 24,2″ O)  |                                                                                    | 24.04.1986, Kreisblatt 1986, Nr. 15, S. 163  | 51     |
| BW                            | 1 Eiche                                                      | Nortorf Heinkenborsteler Weg 10           | (54° 9′ 52,6″ N, 9° 50′ 44,5″ O)  |                                                                                    | 24.04.1986, Kreisblatt 1986, Nr. 15, S. 166  | 52     |
| BW                            | 1 Eiche                                                      | Achterwehr Inspektor-Weimar-Weg           | (54° 18′ 49,4″ N, 9° 58′ 1,2″ O)  |                                                                                    | 24.04.1988, Kreisblatt 1988, Nr. 13, S. 154  | 53     |
| BW                            | 10 Eichen und Buchen                                         | Osdorf                                    | (54° 25′ 57″ N, 9° 58′ 27,1″ O)   | 10 Einzelstandorte in den Gemarkungen Osdorf und Borghorst                         | 15.02.1988, Kreisblatt 1988, Nr. 7, S. 90    | 54     |
| BW                            | 3 Rotbuchen + 3 Stieleichen                                  | Emkendorf                                 | (54° 15′ 38,9″ N, 9° 51′ 43,2″ O) |                                                                                    | 15.03.1988, Kreisblatt 1988, Nr. 13, S. 145  | 55     |
| BW                            | 1 Buche                                                      | Hanerau-Hademarschen Landweg 9            | (54° 7′ 18,7″ N, 9° 24′ 39,3″ O)  |                                                                                    | 10.11.1988, Kreisblatt 1988, Nr. 42, S. 421  | 56     |
| BW                            | Quellen des Lachsenbaches                                    | Eckernförde                               | (54° 29′ 17,2″ N, 9° 50′ 39,1″ O) |                                                                                    | 16.12.1988, Kreisblatt 1989, Nr. 2, S. 31    | 57     |
| BW                            | 1 Eibe                                                       | Achterwehr                                | (54° 18′ 14″ N, 10° 0′ 46,8″ O)   |                                                                                    | 22.12.1989, Kreisblatt 1990, Nr. 2, S. 31    | 58     |
| BW                            | Kleinseggenwiese                                             | Owschlag                                  | (54° 23′ 27,6″ N, 9° 35′ 1,3″ O)  |                                                                                    | 14.02.1990, Kreisblatt 1990, Nr. 44, S. 443  | 59     |
| mehr Fotos \| Fotos hochladen | Knick mit Knickharfen                                        | Aukrug                                    | (54° 3′ 42,8″ N, 9° 45′ 4,7″ O)   |                                                                                    | 24.07.1990, Kreisblatt 1990, Nr. 28, S. 314  | 60     |
| BW                            | 5 Eichen                                                     | Loop                                      | (54° 8′ 53″ N, 9° 56′ 51″ O)      | 5 verschiedene Standorte                                                           | 30.06.1998, Kreisblatt 1998, Nr. 22, S. 305  | 61     |
| BW                            | 1 Blutbuche                                                  | Hanerau-Hademarschen Bahnhofstr. 7        | (54° 7′ 29,4″ N, 9° 24′ 53,4″ O)  |                                                                                    | 29.04.1996, Kreisblatt 1996, Nr. 17, S. 463  | 62     |
| BW                            | 1 Stieleiche                                                 | Altenholz K 17 (Willy-Busch-Straße)       | (54° 23′ 13,8″ N, 10° 6′ 40,8″ O) |                                                                                    | 07.12.1999, Kreisblatt 1999, Nr. 39, S. 299  | 63     |
| BW                            | 2-stämmige Winterlinde                                       | Altenholz K 17 (Klausdorfer Str. 128)     | (54° 24′ 21,1″ N, 10° 7′ 23,5″ O) |                                                                                    | 07.12.1999, Kreisblatt 1999, Nr. 39, S. 295  | 64     |
| BW                            | 1 Eiche                                                      | Lindau                                    | (54° 23′ 30,5″ N, 9° 54′ 31,3″ O) |                                                                                    | 27.02.1939, Reg.-Amtsblatt 1939, S. 124      | 65     |
| BW                            | 1 Eiche                                                      | Lindau                                    | (54° 23′ 45,6″ N, 9° 54′ 24,8″ O) |                                                                                    | 27.02.1939, Reg.-Amtsblatt 1939, S. 124      | 66     |

## Ehemalige Naturdenkmale (Auswahl)
Link zu einem Kartenansichtstool (u. a. um Koordinaten zu setzen)

| Bild                          | Bezeichnung        | Ort        | Lage                              | Beschreibung                                                                                    | Datum                                            | Nummer |
| ----------------------------- | ------------------ | ---------- | --------------------------------- | ----------------------------------------------------------------------------------------------- | ------------------------------------------------ | ------ |
| mehr Fotos \| Fotos hochladen | Bordesholmer Linde | Bordesholm | (54° 10′ 37,5″ N, 10° 0′ 41,1″ O) | Am 29. Mai 2018 wegen akuter Astbruchgefahr abgesägt. Stand Juli 2020 nicht mehr im Verzeichnis | 8. Dezember 1955, Amtsbl. Schl.-H. / AAz., S 303 | 48     |